# Javor u Vdovského domu
Javor u Vdovského domu je památný strom v Horšovském Týně. Javor klen (Acer pseudoplatanus) roste před letohrádkem (tzv. Vdovský dům) postaveným okolo roku 1730 v čtyřiceti hektarovém přírodně krajinářském parku u zámku (celý areál má status národní kulturní památky). Obvod jeho kmene měří 505 cm a koruna stromu dosahuje do výšky 24 m (měření 2003). Javor je chráněn roku 2003 pro svůj vzrůst, věk a jako součást památky.

## Stromy v okolí
- Javor pod zámkem
- Alej ke sv. Anně